# Скуминович Теодор
Скуминович Теодор — український релігійний діяч XVII століття.
Спершу учасник Києво-Могилянського гуртка, 1642 перейшов на унію і для пояснення цього видав «Przyczyny porzucenia disunji…» (1643) і брошуру, відому з латинського перекладу «Epistola Paschalis in qua antiquum Calendarium Greco-Ruthenorum conformiter Gregoriano corrigitur» (1659). Скуминовича утотожнюють з його сучасником Т. Скумином, також руського роду, латинським єпископом на Білорусі. 